# Europees kampioenschap racketlon
Dit is een overzicht van de medaillewinnaars op het Europees kampioenschap racketlon  dat sinds 2015 om de twee jaar wordt georganiseerd. Het overzicht is onderverdeeld in de drie onderdelen, mannen enkel, vrouwen enkel en nationaal team.

## Mannen enkel
| Jaar | Plaats | Goud          | Zilver         | Brons                |
| ---- | ------ | ------------- | -------------- | -------------------- |
| 2015 | Praag  | Jesper Ratzer | Kasper Jønsson | Lukas Windischberger |

## Vrouwen enkel
| Jaar | Plaats | Goud            | Zilver       | Brons              |
| ---- | ------ | --------------- | ------------ | ------------------ |
| 2015 | Praag  | Zuzana Kubanova | Amke Fischer | Christine Seehofer |

## Nationaal team
| Jaar | Plaats | Goud       | Zilver     | Brons  |
| ---- | ------ | ---------- | ---------- | ------ |
| 2015 | Praag  | Denemarken | Oostenrijk | Zweden |